# OLR1
L'OLR1 (pour « Oxidized low-density lipoprotein receptor 1 »), ou LOX-1 (pour « lectin-type oxidized LDL receptor 1 ») est une protéine de type lectine C. Il s'agit d'un récepteur aux LDL oxydés. Son gène est OLR1 situé sur le chromosome 12 humain.

## Rôle
Il interviendrait dans la genèse de l'athérome.
Il permet la capture, l'internalisation intra cellulaire et la dégradation des LDL oxydés. Il s'agit d'un récepteur transmembranaire de 52 kD exprimé au niveau des cellules endothéliales, en particulier au niveau d'une plaque d'athérome. Son expression est augmentée lors d'une inflammation ou chez le diabétique.
Il active l'arginase II, l'inflammasome NLRP3. Il favorise le stress oxydatif et la prolifération celluliaire intimale.

## En médecine
Lors d'un syndrome coronarien aigu, son taux circulant augmente.
Plusieurs mutations du gènes sont corrélés avec un risque accru de maladies cardio-vasculaires, dont les accidents vasculaires cérébraux.
Plusieurs molécules, telles la curcumine, les flavonoïdes, l'extrait de gingko biloba, diminuent l'expression de l'OLR1 et pourraient, par ce biais, être bénéfiques.